# Specialne sile Združenih držav Amerike
Specialne sile Združenih držav Amerike se delijo na glede na pripadnost rodu oboroženih sil. Skupno poveljstvo specialnih sil je USSOCOM.

## Specialne sileKopenske vojske ZDA
- USASOC
- 1st Special Forces Operational Detachment (Delta Force)
- Specialne sile Kopenske vojske Združenih držav
- 75. rangerski polk
- Tiger Force
- 160. specialnooperacijski aviacijski polk (zračnoprevozni)

## Specialne sileVojnega letalstva ZDA
- USAF 16th Special Operations Wing
- USAF 352nd Special Operations Group

## Specialne sileVojne mornarice ZDA
- Sea Air Land (SEAL)
- Navy Special Clearance Team One

## Specialne silekorpusa marincev ZDA
- U.S. Marine Corps Force Reconnaissance (Force Recon)

## Medrodovne specialne sile
- Studies and Observation Group (SOG)

## Civilne specialne sile
- Special Weapons and Tactics (SWAT)
- Oddelek za specialne aktivnosti (SAD)